# هیون بین
کیم ته پیونگ (کره‌ای: 김태평؛ زادهٔ ۲۵ سپتامبر ۱۹۸۲) که بیشتر با نام هیون بین (کره‌ای: 현빈) شناخته می‌شود، بازیگر اهل کره جنوبی است. شهرت او به خاطر حضور در مجموعه تلویزیونی کمدی رمانتیک نام من کیم سام سون است (۲۰۰۵) افزایش پیدا کرد. او سپس در مجموعه‌های تلویزیونی موفق دیگر همچون باغ مخفی (۲۰۱۰–۲۰۱۱)، خاطرات الحمرا (۲۰۱۸–۲۰۱۹) و سقوط بر روی تو (۲۰۱۹–۲۰۲۰) ایفای نقش کرد. او در فیلم‌های مأموریت محرمانه (۲۰۱۷) و دنباله‌اش مأموریت محرمانه ۲: بین‌المللی (۲۰۲۲)، کلاهبرداران (۲۰۱۷) و مذاکره (۲۰۱۸) نیز بازی کرده‌است.

## پیشه
هیون بین پیشهٔ بازیگری را با مجموعه‌های تلویزیونی «بدون توقف ۴» و «ایرلند» آغاز نمود. در سال ۲۰۰۵ و با حضور در سریال سام سون نوید ظهور ستاره‌ای نو را داد. سریال سام سون، که سریال موفق و محبوبی بود، به‌طور میانگین ۳۷٪ بیننده داشت و آخرین قسمت این سریال با ۵۰٪ بیننده به پایان رسید. هیون بین به سبب نقش‌آفرینی در این سریال در جشنوارهٔ ام‌بی‌سی دراما جایزهٔ ویژه را کسب کرد. در همین سال هیون بین در فیلم کره‌ای «بابا لنگ دراز» به‌عنوان بازیگر نقش مکمل مرد ایفای نقش کرد. این فیلم که با الهام از کتاب «بابا لنگ دراز» خانم جین وبستر ساخته شده بود، یکی از چهار فیلم کره‌ای بود که در جشنوارهٔ فیلم فجرِ ایران، در سال ۲۰۰۶ نمایش داده شد.
موفقیت بزرگ هیون بین در سال پسین ادامه پیدا نکرد. فیلم وی، به نام «اولین عشق یک میلیونر»، که در آن برای نخستین‌بار نقش اصلی را برعهده داشت، در گیشه شکست خورد و مجموعهٔ تلویزیونی وی به نام «ملکهٔ برفی» نیز نتوانست موفقیتی کسب کند. «ملکهٔ برفی» داستان عشق میان نابغهٔ ریاضی که به حرفهٔ بوکسوری روی آورده با بازی هیون بین و دختری نازپرورده با بازی سونگ یوری بود. از آن پس هیون بین در انتخابش سخت گیرتر شد و نقش بعدی خود را در سال ۲۰۰۸ و در سریال «دنیایی که در آن زندگی می‌کنیم» ایفا نمود. سپس در فیلم «من خوشحالم» که داستان عاشقانه‌ای میان پرستار و بیماری در یک بیمارستان روانی بود، حضور پیدا کرد. هیون بین در سال ۲۰۰۹، با ایفای نقش یک گانگستر در سریال تلویزیونی «دوست، افسانهٔ ما» به شکل تحسین‌برانگیزی، نقش‌آفرینی کرد.
هیون بین در سال ۲۰۱۰، با ایفای نقش در سریال باغ مخفی شهرت بسیار به دست آورد. این مجموعه یک کمدی-فانتزی دربارهٔ رئیسی خودبین و خرده‌گیر و دختری بدلکار و فقیر (ها جی وون) بود که در زمان بارش باران بدن‌هایشان با یکدیگر عوض می‌شد. این سریال در جشن اس‌بی‌اس درامای سال ۲۰۱۰ و همچنین ۴۷امین جشنوارهٔ «بک سانگ» مورد تشویق قرار گرفت. هیون بین در سال ۲۰۱۱ با ایفای نقش در فیلم‌های «ببار باران، بتاب آفتاب» و «آخرین پاییز» در ۶۱امین جشنواره فیلم برلین حضور پیدا کرد. هیون بین در ۷ مارس ۲۰۱۱ به سبب گذراندن خدمت وظیفه به ارتش ملحق شد. وی در ۶ دسامبر ۲۰۱۲ خدمت خود را به پایان رساند و از ارتش کشور کرهٔ جنوبی جایزهٔ سرباز وظیفه‌شناس را دریافت نمود. هیون بین در هنگام دریافت جایزه در میان دوربین رسانه‌ها و هزاران هوادار اشک ریخت و به آنان تعظیم کرد.
هیون بین در سال ۲۰۱۴ در فیلم تاریخی «برخورد کشنده» که بازه‌ای از حکمرانی شاه جونگجو، بیست و دومین پادشاه سلسلهٔ جوسون در کره، را به تصویر می‌کشید، نقش اول را برعهده داشت. این فیلم در آوریل ۲۰۱۴ اکران شد و توانست بیش از ۳ میلیون نفر را به سالن سینما آورد. وی همچنین یکی از شش حمل‌کنندهٔ پرچم کرهٔ جنوبی در بازی‌های آسیایی ۲۰۱۴ بود. نقش آفرینی بعدی هیون بین در سال ۲۰۱۵ در سریال هاید، جکیل و من بود. وی در این فیلم نقش فردی که به بیماری دی.آی. دی (DID) مبتلا است و دو تا از شخصیت‌های او هم‌زمان عاشق فردی واحد هستند را بازی کرد. این سریال افزون‌بر نشان‌دادن دشواری‌های بیماری دی.آی. دی، مثلث عشقی را به تصویر می‌کشد که در رئوس آن تنها دو نفر حضور دارند. هیون بین در سال ۲۰۱۷ با دو فیلم «مأموریت محرمانه» و «کلاهبرداران» بازگشت.
در سال ۲۰۱۸ هیون بین در دو فیلم «مذاکره» و «شیوع» نقش آفرینی کرد، همچنین در سریال «خاطرات الحمرا» در نقش یو جین وو رئیس یک شرکت بازی‌های کامپیوتری در کنار پارک شین هه حضور یافت. در سال ۲۰۱۹–۲۰۲۰ در سریال رمانتیک کمدی «سقوط بر روی تو» در نقش اصلی مقابل سون یه جین درخشید. وی در سال ۲۰۰۰ شروع به فعالیت کرد.

## بشر دوستی
در فوریه ۲۰۱۶، هیون در یک کمپین آگاه‌سازی علیه حیوان آزاری شرکت کرد. به عنوان بخشی از پروژه، آژانس VAST Entertainment هیون تصاویری از او منتشر کرد که با یک سگ بازنشسته جستجو و نجات به نام "Vision" عکس گرفته‌است.
در مارس ۲۰۲۰، فاش شد که هیون مبلغ ۲۰۰ میلیون وون کمک مالی مخفیانه به سازمان غیرانتفاعی Community Chest of Korea برای کمک به مبارزه با شیوع COVID-19 در ۲۱ فوریه ۲۰۲۰ انجام داد. هیون همچنین به‌عنوان عضوی از «انجمن افتخار»، گروهی از اهداکنندگان خصوصی بزرگ، به دلیل کمک‌های فراوانش به اهداف مختلف، گنجانده شده‌است. او به‌طور مستمر از پروژه‌های سازمان‌هایی مانند Save the Children, Community Chest of Korea و سازمان‌های غیردولتی امدادی بین‌المللی حمایت کرده‌است.
در ۸ مارس ۲۰۲۲، هیون مبلغ ۲۰۰ میلیون پوند به انجمن امداد رسانی به پل امید به همراه همسرش سون یه جین برای کمک به افرادی که در آتش‌سوزی عظیمی که در اولجین، گیونگبوک آغاز شده و به گسترش سامچوک ادامه داده‌است، کمک کرد.

## زندگی شخصی
هیون در سئول به دنیا آمد و بزرگ شد و یک برادر بزرگتر دارد. او از دبیرستان یانگ دونگ فارغ‌التحصیل شد و در دانشگاه چونگ-انگ تحصیل کرد، جایی که در سال ۲۰۰۴ در رشته مطالعات تئاتر تحصیل کرد. در سال ۲۰۰۹، برای دریافت مدرک کارشناسی ارشد در همان دانشگاه ثبت نام کرد.
در ۱ ژانویه ۲۰۲۱، آژانس هیون تأیید کرد که او از سال قبل، پس از آن که با سون یه جین، همبازی او در مذاکره و سقوط بر روی تو در رابطه بوده‌است. در ۱۰ فوریه ۲۰۲۲، هیون و سون نامزدی خود را در نامه‌هایی که در حساب‌های رسانه‌های اجتماعی خود ارسال کردند، اعلام کردند. آنها در یک مراسم خصوصی در ۳۱ مارس با حضور والدین و دوستان هر دو خانواده ازدواج کردند. در ۲۷ ژوئن 2022، سون یه جین اعلام کرد که اولین فرزند این زوج را باردار است. فرزند پسر این زوج در تاریخ ۲۷ نوامبر ۲۰۲۲ به دنیا آمد.

## فیلم‌شناسی

### فیلم
| سال  | عنوان                        | نقش           | توضیحات    | منابع         |
| ---- | ---------------------------- | ------------- | ---------- | ------------- |
| ۲۰۰۲ | Shower                       | هونگ کیو      | منتشر نشده | [ ۳ ]         |
| ۲۰۰۴ | ضربه چرخشی                   | لی مین گیو    |            | [ ۴ ]         |
| ۲۰۰۵ | بابا لنگ‌دراز                 | هیونگ جون     |            | [ ۵ ]         |
| ۲۰۰۶ | عشق اول یک میلیونر           | کانگ جه کیونگ |            | [ ۶ ]         |
| ۲۰۰۹ | من خوشحالم                   | جو مان سو     |            | [ ۷ ]         |
| ۲۰۱۱ | آخرین پاییز                  | هون           |            | [ ۸ ]         |
| ۲۰۱۱ | حتی اگر سنگ از آسمان ببارد   | هوانگ جی سوک  |            | [ ۹ ]         |
| ۲۰۱۱ | اشک‌های آفریقا                | راوی          | مستند      | [ ۱۰ ]        |
| ۲۰۱۴ | برخورد مرگبار                | پادشاه جونگ‌جو |            | [ ۱۱ ]        |
| ۲۰۱۷ | مأموریت محرمانه              | ایم چول ریونگ |            | [ ۱۲ ]        |
| ۲۰۱۷ | کلاهبرداران                  | هوانگ جی سونگ |            | [ ۱۳ ]        |
| ۲۰۱۸ | مذاکره                       | مین ته گو     |            | [ ۱۴ ]        |
| ۲۰۱۸ | شایع                         | لی چونگ       |            | [ ۱۵ ]        |
| ۲۰۲۲ | مأموریت محرمانه ۲: بین‌المللی | ایم چول ریونگ |            | [ ۱۶ ] [ ۱۷ ] |
| ۲۰۲۳ | مردان پیشگام                 | پارک ده شیک   |            | [ ۱۸ ] [ ۱۹ ] |
| ن/م  | هاربین                       | آن جون گون    |            | [ ۲۰ ]        |

### مجموعه تلویزیونی
| سال       | عنوان                  | نقش                      | منابع                |
| --------- | ---------------------- | ------------------------ | -------------------- |
| ۲۰۰۳      | بادیگارد               | استاکر                   | [ ۲۱ ]               |
| ۲۰۰۴      | بی‌وقفه ۴               | خودش                     | [ ۲۲ ]               |
| ۲۰۰۴      | ایرلند                 | کانگ گوک                 | [ ۲۳ ]               |
| ۲۰۰۵      | نام من کیم سام سون است | هیون جین هون             | [ ۲۴ ]               |
| ۲۰۰۵      | بی‌وقفه ۵               | خودش (حضور افتخاری)      | [ ۲۵ ]               |
| ۲۰۰۶–۲۰۰۷ | ملکه برفی              | هان ته وونگ / هان دوک گو | [ ۲۶ ]               |
| ۲۰۰۸      | دنیاهای درون           | جونگ جی اوه              | [ ۲۷ ]               |
| ۲۰۰۹      | دوست، افسانه ما        | هان دونگ سو              | [ ۲۸ ] [ ۲۹ ] [ ۳۰ ] |
| ۲۰۱۰–۲۰۱۱ | باغ مخفی               | کیم جو وون               | [ ۳۱ ] [ ۳۲ ]        |
| ۲۰۱۵      | هاید، جکیل و من        | گو سو جین / روبین        | [ ۳۳ ]               |
| ۲۰۱۸–۲۰۱۹ | خاطرات الحمرا          | یو جین وو                | [ ۳۴ ]               |
| ۲۰۱۹–۲۰۲۰ | سقوط بر روی تو         | ری جونگ هیوک             | [ ۳۵ ]               |

### برنامه تلویزیونی
| سال       | عنوان                                 | نقش  | منابع  |
| --------- | ------------------------------------- | ---- | ------ |
| ۲۰۱۰–۲۰۱۱ | اشک‌های آفریقا                         | راوی | [ ۳۶ ] |
| ۲۰۱۲      | اشک‌های زمین - از قطب شمال تا قطب جنوب | راوی | [ ۳۷ ] |

### حضور در موزیک ویدئو
| سال  | نام آهنگ         | آرتیست        | منابع  |
| ---- | ---------------- | ------------- | ------ |
| ۲۰۰۳ | «내탓이죠»       | Herb          |        |
| ۲۰۰۵ | «حافظه» (Memory) | کیم بوم-سو    | [ ۳۸ ] |
| ۲۰۰۵ | «هی تو» (Hey U)  | لمن تری       | [ ۳۹ ] |
| ۲۰۱۸ | «پاسخ» (Reply)   | کیم دونگ ریول | [ ۴۰ ] |

## فهرست آهنگ‌ها
| سال  | نام آهنگ            | توضیح                  |
| ---- | ------------------- | ---------------------- |
| ۲۰۱۰ | "Dream in My Heart" | Single                 |
| ۲۰۱۱ | "Can't Have You"    | Friend, Our Legend OST |
| ۲۰۱۱ | "That Man"          | Secret Garden OST      |

## جوایز و نامزدی‌ها
| سال  | جشنواره                                         | نوع جایزه                                      | اثر نامزد شده                | نتیجه    |
| ---- | ----------------------------------------------- | ---------------------------------------------- | ---------------------------- | -------- |
| ۲۰۰۴ | MBC Entertainment Awards                        | Special Award, TV Actor category               | بدون توقف ۴                  | برنده    |
| ۲۰۰۴ | MBC Drama Awards                                | Best New Actor                                 | ایرلند                       | برنده    |
| ۲۰۰۵ | 41st جایزه هنری پاکسانگ                         | Best New Actor (TV)                            | ایرلند                       | نامزدشده |
| ۲۰۰۵ | MBC Drama Awards                                | Best Couple Award with کیم سون-آه              | سام سون                      | برنده    |
| ۲۰۰۵ | MBC Drama Awards                                | Popularity Award                               | سام سون                      | برنده    |
| ۲۰۰۵ | MBC Drama Awards                                | Top Excellence Award, Actor                    | سام سون                      | برنده    |
| ۲۰۰۶ | 42nd جایزه هنری پاکسانگ                         | Most Popular Actor (Film)                      | اولین عشق یک میلیون          | برنده    |
| ۲۰۰۶ | KBS Drama Awards                                | Best Couple Award with سونگ یو ری              | ملکهٔ برفی                    | برنده    |
| ۲۰۰۶ | KBS Drama Awards                                | Popularity Award                               | ملکهٔ برفی                    | برنده    |
| ۲۰۰۶ | KBS Drama Awards                                | Netizen Award                                  | ملکهٔ برفی                    | برنده    |
| ۲۰۰۶ | KBS Drama Awards                                | Excellence Award, Actor                        | ملکهٔ برفی                    | نامزدشده |
| ۲۰۰۷ | 43rd جایزه هنری پاکسانگ                         | Best Actor (TV)                                | ملکهٔ برفی                    | نامزدشده |
| ۲۰۰۸ | KBS Drama Awards                                | Popularity Award                               | دنیایی که در آن زندگی می‌کنیم | نامزدشده |
| ۲۰۰۸ | KBS Drama Awards                                | Netizen Award                                  | دنیایی که در آن زندگی می‌کنیم | نامزدشده |
| ۲۰۰۸ | KBS Drama Awards                                | Excellence Award, Actor in a Miniseries        | دنیایی که در آن زندگی می‌کنیم | نامزدشده |
| ۲۰۰۹ | MBC Drama Awards                                | Excellence Award, Actor                        | دوست، افسانه ی ما            | نامزدشده |
| ۲۰۱۰ | SBS Drama Awards                                | Best Couple Award with ها جی‌وون                | باغ مخفی                     | برنده    |
| ۲۰۱۰ | SBS Drama Awards                                | Netizen Popularity Award                       | باغ مخفی                     | برنده    |
| ۲۰۱۰ | SBS Drama Awards                                | Top 10 Stars                                   | باغ مخفی                     | برنده    |
| ۲۰۱۰ | SBS Drama Awards                                | Top Excellence Award, Actor in a Drama Special | باغ مخفی                     | برنده    |
| ۲۰۱۱ | 47th جایزه هنری پاکسانگ                         | Best Actor (TV)                                | باغ مخفی                     | نامزدشده |
| ۲۰۱۱ | 47th جایزه هنری پاکسانگ                         | Grand Prize (Daesang) for TV                   | باغ مخفی                     | برنده    |
| ۲۰۱۱ | 6th Seoul International Drama Awards            | Outstanding Korean Actor                       | باغ مخفی                     | نامزدشده |
| ۲۰۱۴ | 18th جشنواره بین‌المللی فیلم‌های فوق‌العاده بوچئون | Producer's Choice Award                        | —                            | برنده    |
| ۲۰۱۷ | ۵۳مین مراسم اهدای جوایز هنری بکسانگ             | محبوب‌ترین بازیگر مرد                           | ماموریت محرمانه              | نامزدشده |
| ۲۰۱۹ | ۵۵مین مراسم اهدای جوایز هنری بکسانگ             | بهترین بازیگر نقش اول مرد                      | خاطرات الحمرا                | نامزدشده |
| ۲۰۲۰ | ۵۶مین مراسم اهدای جوایز هنری بکسانگ             | جایزه محبوبیت تیک‌توک (مرد)                     | سقوط بر روی تو               | برنده    |
| ۲۰۲۰ | ۵۶مین مراسم اهدای جوایز هنری بکسانگ             | بهترین بازیگر نقش اول مرد                      | سقوط بر روی تو               | نامزدشده |